# Iniciativa legislativa
Se denomina una iniciativa legislativa a la potestad que constitucionalmente se atribuye a uno o más órganos de un Estado o territorio para proponer e iniciar el procedimiento de trámite de forma válida que puede culminar, o no, en la aprobación de un proyecto de ley, o la modificación o derogación de una ley ya existente.

## Órganos legislativo
En la mayoría de los países, la iniciativa legislativa corresponde al Parlamento, o bien a otro órgano como el jefe de Estado o de jefe de Gobierno. Sin embargo, los diferentes ordenamientos jurídicos tienen regulados mecanismos de iniciativa variados que pueden permitir a otros órganos constitucionales también poseer la iniciativa legislativa. También se regula en muchos países la iniciativa popular, que surge de los propios ciudadanos.
La iniciativa legislativa en España tiene como sujeto privilegiado al Gobierno (también la tiene el Congreso, el Senado, las comunidades autónomas y la iniciativa popular). Para ello, deberá elaborar un anteproyecto, el cual se acompañará de una memoria explicativa, los estudios o informes sobre su necesidad y oportunidad, el informe sobre impacto por razón de género, la memoria económica con estimación del coste a que dará lugar, el Informe de la Secretaría General Técnica y además otros elementos preceptivos o facultativos (v.gr. dictamen del Consejo de Estado, consultas, dictámenes o informes). Por último deberá recibir la aprobación del proyecto por el Consejo de Ministros, como nos muestra el art. 88 de la Constitución Española: Los proyectos de ley serán aprobados en Consejo de Ministros, que los someterá al Congreso, acompañados de una exposición de motivos y de los antecedentes necesarios para pronunciarse sobre ellos. 
La iniciativa legislativa, cuando proviene del Congreso, adopta la forma de proposición de ley y no de proyecto de ley.
En España existe, acorde con el artículo 132 de la Ley 39/2015 que regula su procedimiento administrativo y más concretamente el Real Decreto 286/2017, de 24 de marzo, por el que se creó el Plan Anual Normativo de la Administración General del Estado. El denominado «PAN» está constituido por el conjunto de iniciativas legislativas o reglamentarias que los distintos departamentos ministeriales prevean elevar cada año natural al Consejo de Ministros para su aprobación. Asimismo, este Real Decreto concreta la creación de un Informe Anual de Evaluación Normativa y se crea la Junta de Planifcación y Evaluación Normativa.

## Tipos de iniciativa legislativa
- Iniciativa legislativa única: se da en aquellos sistemas en donde solamente tiene la iniciativa legislativa el órgano que tiene a su vez atribuido el poder legislativo, y solo este puede iniciar el procedimiento. En los sistemas de bicameralidad del congreso o parlamento, suele corresponder a ambas cámaras por igual.
- Iniciativa legislativa compartida: es aquella en la que, además del poder legislativo, la iniciativa puede partir de otros órganos de gobierno.
  - Junto al poder ejecutivo: en este caso, además del poder legislativo, el poder ejecutivo, generalmente el jefe de Gobierno, puede proponer una norma con rango de ley, ya sea las ideas matrices o un articulado específico, y que sea tramitada por el Congreso o Parlamento.
  - Junto a otros órganos: en este caso, que puede ser compatible con el anterior, se atribuye la iniciativa también a otros órganos públicos, como las Asambleas Legislativas de los Estados de una Federación, o a la propia acción popular. También puede existir iniciativa limitada, concedida a ciertos órganos del Estado en materias específicas, como por ejemplo, la que se otorga a la Corte Suprema en algunos países, en temas relativos a la administración de justicia.

En cualquiera de las fórmulas, la iniciativa legislativa suele necesitar de ciertos requisitos para ser tenida como válida: mínimo de miembros del Parlamento, Congreso o de la cámara (alta o baja) que la incoen; acuerdo del Consejo de Ministros en su caso; resolución mayoritaria favorable de las Asambleas Legislativas de los estados federados o número mínimo de ciudadanos que la apoyen. En ocasiones también la ulterior tramitación legislativa puede ser algo diferente según el órgano del que haya partido la iniciativa.